# القوات البرية البرازيلية
القوات البرية للإتحاد البرازيلي (بالبرتغالية: Exército Brasileiro‏) هي القوات البرية التابعة للقوات المسلحة البرازيلية. ويقدر تعداها بزهاء 222الف ناشط ويقرر دستور البرازيل أن يكون أفراد الشرطة العسكرية البرازيلية وعددهم 400 الف احتياطا للقوات البرية البرازيلية.